# Alaa Abdul-Zahra
Alaa Abdul-Zahra Khashan (arabiska: علاء عبدالزهرة خشَان), född den 22 december 1987 i Bagdad, är en irakisk fotbollsspelare som spelar för al-Zawraa i Irakiska Premier League. Han har tidigare även spelat för den qatariska klubben al-Khor. Mellan 2006 och 2021 spelade han i Iraks landslag.